# Blijmarkt

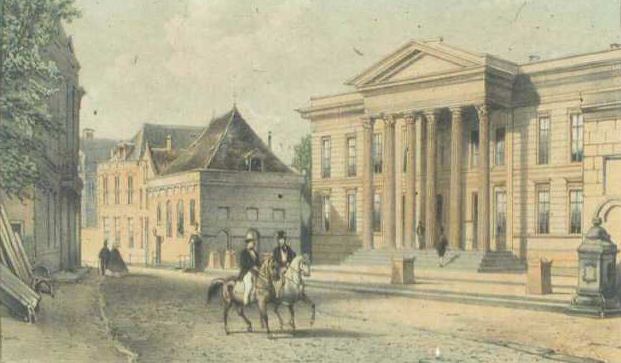
De Blijmarkt omstreeks 1850

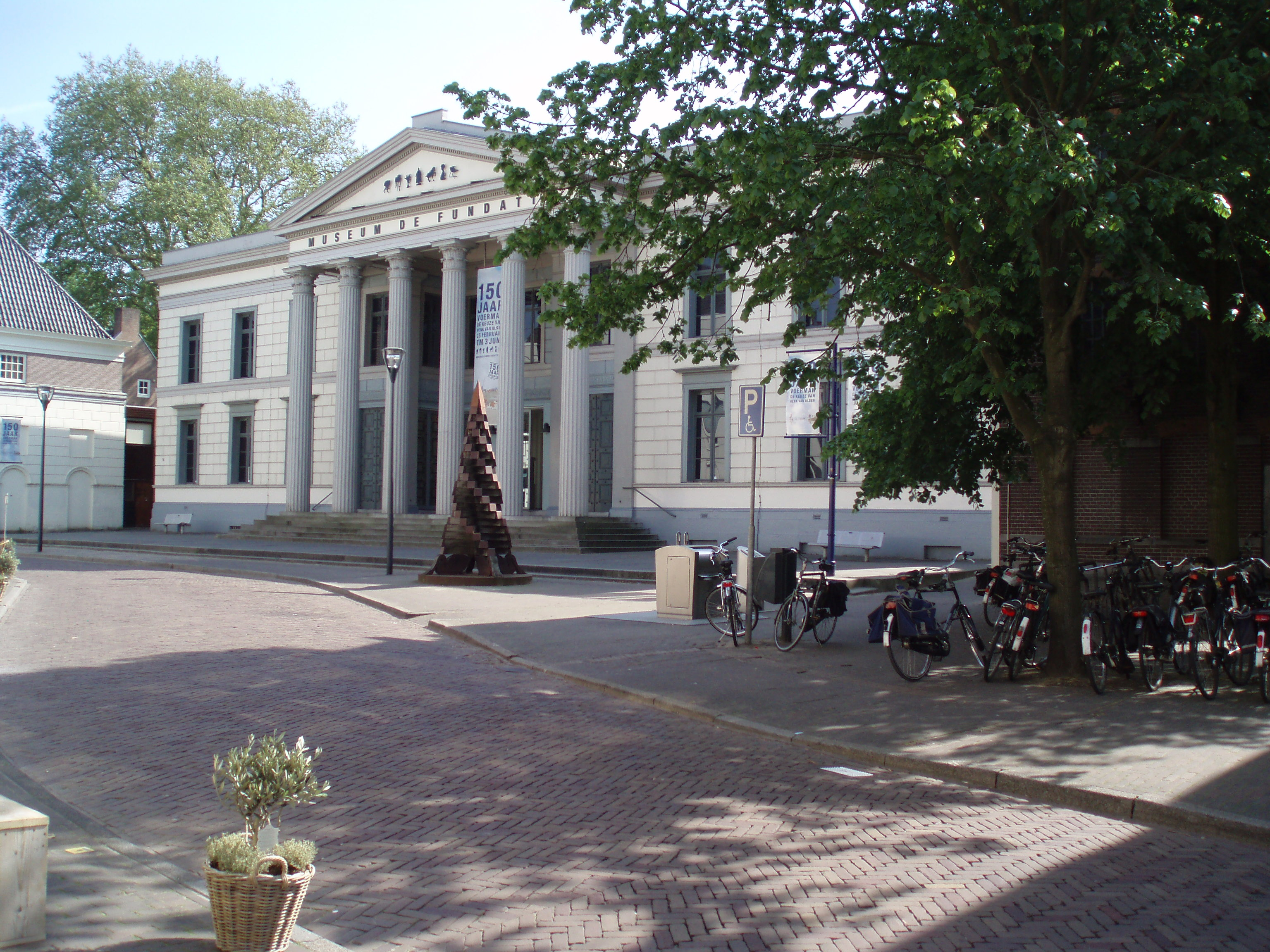
De Blijmarkt in 2007

Blijmarkt is een plein in het oude centrum van Zwolle.
In vroeger tijden diende dit plein als markt voor het verhandelen van varkens. De naam van het plein is ontleend aan de blijden die hier zouden zijn gemaakt. Een andere verklaring voor de naam van het plein is dat de bevolking van Zwolle hier het nieuws kreeg (de blijde mare) dat Kasteel Voorst was veroverd.
Aan dit plein staat onder andere het Museum de Fundatie voor hedendaagse en moderne kunst. Voorheen was dit het Paleis van Justitie, gebouwd in 1838 in neoclassicistische stijl.